# دن بیلزریان
دن برندون بیلزریان (انگلیسی: Dan Brandon Bilzerian؛ زادهٔ ۷ دسامبر ۱۹۸۰) یک هنرپیشه، ستاره اینترنتی و پوکرباز آمریکایی ارمنی‌تبار است. شهرت وی به علّت زندگی مجللش است.

## اوایل زندگی
بیلزریان در روز ۷ دسامبر ۱۹۸۰ در شهر تامپا در ایالت فلوریدای آمریکا زاده شد. پدرش، پائول بیلزریان که یک ارمنی‌تبار است، از فعالان بورس وال استریت بود و برای فرزندانش پس‌انداز مالی قابل توجهی بجا گذاشت. دن بیلزریان مدعی است نیمی از خانوادهٔ بیلزریان در نسل‌کشی ارامنه کشته شده‌اند.
وی برادر آدام بیلزریان، پوکر باز معروف است. بیلزریان در سال ۲۰۰۰ وارد آموزش‌های نیروی دریایی SEAL شد اما پس از چند بار تلاش، نتوانست از آنجا فارغ‌التحصیل شود. به گفته بیلزریان، وی از برنامه ای به نام نقض ایمنی در محدوده تیراندازی حذف شده‌است.
او ادعا می‌کند که به مدت چهار سال در دانشگاه فلوریدا در رشته بازرگانی و جرم‌شناسی تحصیل کرده‌است، هرچند وضعیت فارغ‌التحصیلی وی مشخص نیست.

## حرفه قمار
بیلزریان قمار را از سال ۲۰۰۷ آغاز کرد. او در سال ۲۰۰۹ با شرکت در ۴۰امین دوره مسابقات جهانی پوکر در مقام ۱۸۰ام جای گرفت. وی در سال ۲۰۱۰، به‌عنوان یکی از جالب‌ترین بازیکنان پوکر در توییتر توسط مجله Bluff انتخاب شد.
به گفته خودش بیشترین پولی که او در یک جلسه بازی از دست داده‌است، ۳/۶ میلیون دلار است.

## زندگی شخصی
بیلزریان سبک زندگی ولخرجانه‌ای دارد. خانه وی در هالیوود هیلز در شهر لس آنجلس کالیفرنیا و در شهر لاس وگاس ایالت نوادا قرار دارد.
دن بیلزریان اعلام کرده بود که قصد داشت در سال ۲۰۱۶ در انتخابات ریاست جمهوری آمریکا کاندیدا شود.
اما مدتی بعد پس از دیدار با دونالد ترامپ، حمایت خود را از وی اعلام کرد.

## فیلم‌شناسی
- ۲۰۱۲: المپیوس سقوط کرده‌است[۲۳]
- ۲۰۱۳: تنها بازمانده[۲۴]
- ۲۰۱۴: زن دیگر[۲۵]
- ۲۰۱۴: ایکوالایزر
- ۲۰۱۴: فرار گربه ۲
- ۲۰۱۵: استخراج
- ۲۰۱۶: سگ‌های جنگی